# Jakez Konan
Jakez Konan, est un écrivain, dramaturge, traducteur et linguiste de langue bretonne né à Perros-Guirec le 6 décembre 1910 et mort le 11 août 2003 à Lannion.

## Publications

### Romans
- Ur marc'hadour a Vontroulez, Al Liamm, 1981
- Kenavo Amerika, Al Liamm, 1986 : Prix Langleiz
- Muntr ar gourc'hmarc'had, Al Liamm, 1994 ; An Alarc'h Embannadurioù, 2015

### Recueil de nouvelles
- Lannevern e kañv ha danevelloù all, Al Liamm, 1980

### Nouvelles
- Lannevern e kañv, in Gwalarn, no 133, février 1941
- Ar bazhvalan, in Arvor, 17 juillet 1941
- Sant Erwan e-touez e beorien in Arvor, 20 juillet 1941
- Tro-noz va Niz, in Arvor, 21 septembre 1941
- Bez' em boa ur c'hamarad, in Arvor 19 octobre 1941
- Bouchig, gavr Elived ar C'hwitorell, in Arvor, 19 juillet 1942
- An den-meur, in Al Liamm, no 43, 1954
- Diwezh-sizhun, in Al Liamm, no 64, 1957
- Noz ar pellgent, in Al Liamm, no 65, 1957
- An hini kozh, in Al Liamm, no 70, 1958
- Ar c'hi, in Al Liamm, no 74, 1959
- Barr-Heol war Hentoù ar Bed-Nevez, in Al Liamm, no 105, 1964
- Noblañs, in Al Liamm, no 107, 1964
- Ur beurevezh kaer a viz Ebrel, in Al Liamm, no 143, 1970
- Skrij ha nij en noz, in Al Liamm, no 211, 1982
- Mendès-Breizh, in Al Liamm, no 218, 1983
- N'emañ ket ar C'hudenneg aze ?, in Al Liamm, no 235, 1986
- Ar c'hwiled-derv, in Al Liamm, no 242, 1987
- Souvenir from Paris, in Al Liamm, no 275, 1992
- Muntr ar gourmarc'had, in Al Liamm, no 282 et 283, 1994
- Ur mennad a bouez, in Al Liamm, no 296, 1996

### Pièces de théâtre
- Nebeud a dra, in Feiz ha Breiz, septembre 1934
- Marc'had kuzh, in Gwalarn, no 161, janvier 1944
- Un Taol-Strap, in Al Liamm, no 74, mai-juin 1959
- Tri brezeliad, in Al Liamm, no 174, janvier-février 1976

### Traductions

#### Romans
- Jurij Brězan, Ar Vilin Du, Mouladurioù Hor Yezh, 2000
- Édouard Ollivro, Pikoù mab e dad, Mouladurioù Hor Yezh, 1983, réédité en 2020 par An Alarc'h Embannadurioù

#### Nouvelles
- Selma Ottilia Loeiza Lagerlof, Ar maen e lenn Rottne, in Al Liamm, no 23, 1950
- Anonyme, Ali Baba hag an Daou-ugant Laer, in Al Liamm, no 36, 1953
- Selma Ottilia Loeiza Lagerlof, Ar Biolonzour, in Al Liamm, no 71, 1958
- Stephen B. Leacock, Kevrin Lord Pennejen, in Al Liamm, no 157, 1973
- Stephen B. Leacock Penaos gounit ur million a zollarded, in Al Liamm, no 157, 1973
- Gweltaz ar Bozeg, O foetañ hent dre Iwerzhon, in Al Liamm, no 203, 1980
- Édouard Ollivro, Diwallit ouzh al latar, in Al Liamm, no 222, 1984
- Pelham Granville Wodehouse, Al lorberez, in Al Liamm, no 273, 1992

#### Poésie
- Elias Lönnrot, ,Kalevala, in Al Liamm, no 229, 1985
- Heinrich Heine, Al Lorelei, in Al Liamm, no 250, 1988
- Heinrich Lersch, Breudeur, in Al Liamm, no 284, 1994
- Freidrich Von Schiller, Kanenn d'al Levenez, in Al Liamm, no 338, 2003